# Grand Prix OST Manufaktur
Le Grand Prix OST Manufaktur est une course cycliste luxembourgeoise disputée sur une journée autour de Berbourg, au mois de mars. Créée en 1985, elle est organisée par le club de l'ACC Contern et porte le nom de la société luxembourgeoise OST Manufaktur.

## Histoire
Autrefois connu sous le nom de Grand Prix des Artisans de Manternach, la première édition est remportée par le Danois Bjarne Riis. Ce dernier s'impose une seconde fois en 1996, quelques mois avant son succès sur le Tour de France. En 2000, la compétition est inscrite au calendrier de l'UCI, dans la plus petite catégorie (2.5). 
Après une interruption de quelques années, l'épreuve refait son apparition en 2004.

## Palmarès
| Année                                 | Vainqueur              | Deuxième             | Troisième                |
| ------------------------------------- | ---------------------- | -------------------- | ------------------------ |
| Grand Prix des Artisans de Manternach |                        |                      |                          |
| 1985                                  | Bjarne Riis            | Per Pedersen         | Michael Pape             |
| 1986                                  | Enzo Mezzapesa         | Henri Schnadt        | Pascal Kohlvelter        |
| 1987                                  | Frank Plambeck         | Lars Stobberup       | Zbigniew Krasniak        |
| 1988                                  | Marco Dijkermann       | René Bittinger       | Raymond Thebes           |
| Grand Prix Ost Fenster                |                        |                      |                          |
| 1989                                  | Thomas Barth           | Uwe Ampler           | Peter Meinert-Nielsen    |
| 1990                                  | Dylan Williams         | Marc Ludovicy        | Jean-Michel Lance        |
| 1991                                  | Dylan Williams         | Jan Erik Østergaard  | Martijn Vos              |
| 1992                                  | Olivier Dulon          | Denis François       | Olivier Vanconingsloo    |
| 1993                                  | Johan Buelens          | Jörg Paffrath (de)   | Jan Erik Østergaard      |
| 1994                                  | Jørgen Bo Petersen     | Thierry Marichal     | Kentz Westergaard        |
| 1995                                  | Pascal Triebel         | Pascal Schoots       | Jørgen Bo Petersen       |
| 1996                                  | Bjarne Riis            | Steven Van Aken      | Mikael Kyneb (nl)        |
| 1997                                  | Nico Strynckx          | Gabriele Dalla Valle | Wilco Zuijderwijk        |
| 1998                                  | Kim Kirchen            | John van den Akker   | Jean-Michel Lance        |
| 1999                                  | Kim Kirchen            | Régis Lhuillier      | Sébastien Van den Abeele |
| 2000                                  | Cyril Dessel           | Médéric Clain        | Jan Erik Østergaard      |
| 2001-2003                             | non disputé            | non disputé          | non disputé              |
| 2004                                  | Fredrik Johansson      | Claude Degano        | Pascal Triebel           |
| 2005                                  | Vincenzo Centrone      | Håkan Nilsson        | Pascal Triebel           |
| 2006                                  | Sergey Krushevskiy     | Fredrik Johansson    | Silvère Ackermann        |
| 2007                                  | Gusty Bausch           | Joël Zangerlé        | Oliver Selmikeit         |
| 2008                                  | Georgi Georgiev Petrov | Spas Gyurov          | Martin Grashev           |
| 2009                                  | Kirk Carlsen           | Christian Poos       | Peter Salon              |
| 2010                                  | Håkan Nilsson          | Thomas Krasniak      | Christian Poos           |
| 2011                                  | Stefan Cohnen          | Christian Poos       | Benn Würth               |
| 2012                                  | Jonas Ljungblad        | Marc Franken         | Stijn Van Roy            |
| Grand Prix OST Manufaktur             |                        |                      |                          |
| 2013                                  | Kevin Kohlvelter       | Sascha Weber         | Salvador Guardiola       |
| 2014                                  | Bob Schoonbroodt       | Corrado Lampa        | Johan Coenen             |
| 2015                                  | Brent Luyckx           | Thomas Deruette      | Luc Turchi               |
| 2016                                  | Cédric Raymackers      | Filip Bengtsson      | Josh Teasdale            |
| 2017                                  | Ivan Centrone          | Cédric Raymackers    | Simon Nuber              |
| 2018                                  | Jens Reynders          | Olivier Pardini      | Jorden De Haes           |
| 2019                                  | Thomas Deruette        | Felix De Groef       | Pit Leyder               |
| 2020                                  | pas de course          | pas de course        | pas de course            |
| 2021                                  | Tom Paquet             | Loïc Bettendorff     | Logan Guillaume          |
| 2022                                  | Johannes Hodapp        | Ivan Centrone        | Benjamin Boos            |
| 2023                                  | Mathieu Kockelmann     | Charel Meyers        | Arno Wallenborn          |
| 2024                                  | Loïc Bettendorff       | Sander Gysland       | Sander Holla             |
| 2025                                  | Mathieu Kockelmann     | Charel Meyers        | Philippe Schmit          |